# Gemma Ward
Gemma Louise Ward (Perth, 3 november 1987) is een Australisch model en actrice.

## Biografie
Ward is het tweede kind van Gary en Claire Ward. Haar oudere zus Sophie is ook model. Ze heeft ook twee jongere broertjes, Oscar en Henry, een tweeling.

## Carrière als model
Ward werd als zestienjarige in de Amerikaanse Vogue getipt als een van de negen it-girls in de modellenwereld. Ze liep shows voor onder meer Prada, Versace, Gucci, Chanel, Valentino en Alexander McQueen. Ze sierde de covers van onder meer Vogue en W.

## Carrière als actrice
Ze was naast Liv Tyler te zien in de thriller The Strangers en speelde eveneens in 2008 als Jackie Masters in de Australische dramafilm The Black Balloon.
In 2011 is ze te zien in Pirates of the Caribbean: On Stranger Tides.

## Persoonlijk
Ward woont in New York.